# Saša Hiršzon
Saša Hiršzon (ur. 14 lipca 1972 w Varaždinie) – chorwacki tenisista, reprezentant kraju w Pucharze Davisa, olimpijczyk z Atlanty (1996).

## Kariera tenisowa
Zawodowym tenisistą był w latach 1990–2000.
Startując w turniejach rangi ATP World Tour, wygrał dwa tytuły w konkurencji gry podwójnej.
W latach 1994–1988 reprezentował Chorwację w Pucharze Davisa zwyciężając łącznie jedenaście meczów z dwudziestu trzech rozegranych.
W 1996 Hiršzon zagrał w konkurencji gry podwójnej wspólnie z Goranem Ivaniševiciem igrzysk olimpijskich w Atlancie osiągając ćwierćfinał, w którym Chorwaci przegrali z Niemcami Marcem-Kevinem Goellnerem i Davidem Prinosilem.
W rankingu gry pojedynczej najwyżej był na 214. miejscu (20 grudnia 1993), a w klasyfikacji gry podwójnej na 85. pozycji (28 lipca 1997).

### Finały w turniejach ATP World Tour
| Legenda                                      |
| -------------------------------------------- |
| Wielki Szlem                                 |
| Igrzyska olimpijskie                         |
| Tennis Masters Cup / ATP Finals              |
| ATP Masters Series / ATP Tour Masters 1000   |
| ATP International Series Gold / ATP Tour 500 |
| ATP International Series / ATP Tour 250      |

#### Gra podwójna (2–0)
| Końcowy wynik | Nr | Data             | Turniej  | Nawierzchnia    | Partner          | Przeciwnicy                | Wynik finału |
| ------------- | -- | ---------------- | -------- | --------------- | ---------------- | -------------------------- | ------------ |
| Zwycięzca     | 1. | 17 września 1995 | Bordeaux | Twarda          | Goran Ivanišević | Henrik Holm Danny Sapsford | 6:3, 6:4     |
| Zwycięzca     | 2. | 2 lutego 1997    | Zagrzeb  | Dywanowa (hala) | Goran Ivanišević | Brent Haygarth Mark Keil   | 6:4, 6:3     |